# Shanae Williams
Shanae Williams (Ciudad del Cabo, 1998) es una deportista sudafricana que compite en triatlón.
Ganó una medalla en los Juegos Panafricanos de 2023 y seis medallas en el Campeonato Africano de Triatlón entre los años 2018 y 2025.

## Palmarés internacional
| Juegos Panafricanos | Juegos Panafricanos            | Juegos Panafricanos | Juegos Panafricanos |
| Año                 | Lugar                          | Medalla             | Prueba              |
| ------------------- | ------------------------------ | ------------------- | ------------------- |
| 2023                | Acra (Ghana)                   | Medalla de plata    | Individual          |
| Campeonato Africano |                                |                     |                     |
| Año                 | Lugar                          | Medalla             | Prueba              |
| 2018                | Rabat (Marruecos)              | Medalla de bronce   | Individual          |
| 2022                | Agadir (Marruecos)             | Medalla de oro      | Relevo mixto        |
| 2022                | Agadir (Marruecos)             | Medalla de plata    | Individual          |
| 2023                | Hurgada (Egipto)               | Medalla de bronce   | Individual          |
| 2025                | Nelson Mandela Bay (Sudáfrica) | Medalla de oro      | Individual          |
| 2025                | Nelson Mandela Bay (Sudáfrica) | Medalla de oro      | Relevo mixto        |